# أعمال مصرفية حرة

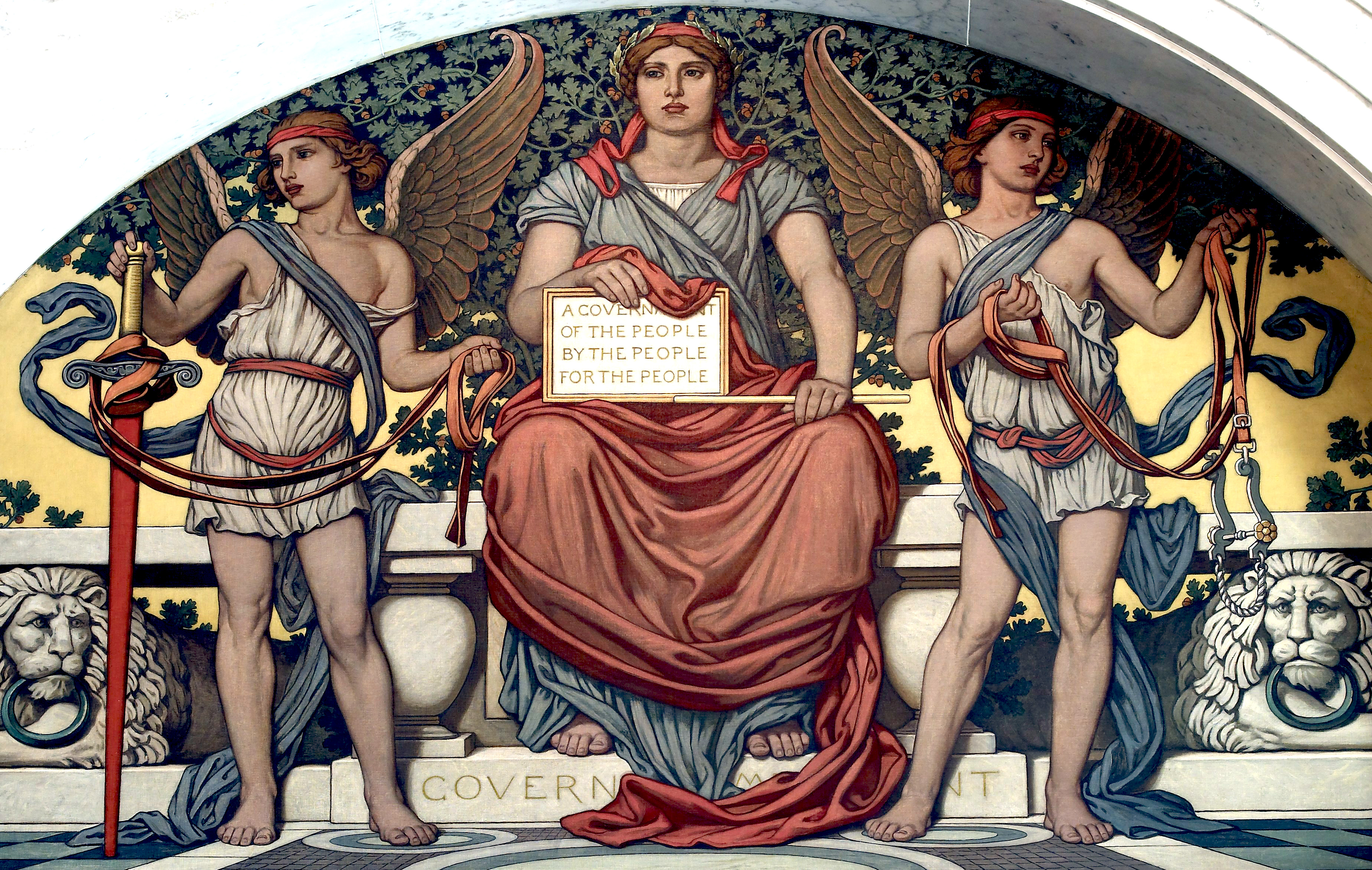

الأعمال المصرفية الحرة هي اتفاق نقدي يكون للمصارف فيه حرية إصدار عملاتها الورقية الخاصة (أوراقها النقدية) ولا تكون خاضعة لقوانين خاصة وذلك عدا ما ينطبق على أغلب الشركات.
تتحكم قوى السوق في نظام الأعمال المصرفية الحرة بتجهيز كل كمية الأوراق النقدية والودائع التي تكون مدعومة بواسطة أي سهم معطى من احتياطات النقد، إذ تتكون احتياطات كهذه إما من سلعة نادرة (مثل الذهب) أو من سهم محدود بشكل مصطنع للنقد الإلزامي الصادر من قبل البنك المركزي.
قد لا يوجد مع ذلك دور للبنك المركزي نهائيًا في أكثر النسخ تشديدًا من الأعمال المصرفية الحرة، أو يكون من المفروض» تجميد« تجهيز نقود البنك المركزي بشكل دائم. وبالتالي، لا توجد هناك وكالة قادرة على العمل بصفة »المُقرض الأخير« بالمعنى المفهوم عادة للمصطلح. ولا يوجد هناك أي تأمين حكومي للأوراق النقدية أو حسابات الودائع.
من بين المؤيدين للأعمال المصرفية الحرة فريد فولدفاري، ديفيد فريدمان، فريدريك هايك، جورج سيلغين، لاورينس وايت، ستيفن هورويتز، وريتشارد تيمبرليك.

## التاريخ
أُدرجت الأعمال المصرفية في بعض الأوقات والأماكن أكثر من غيرها، وأُدرجت بشكل طفيف في أوقات وأماكن أخرى، ما أعطى خبرة فيها بشكل متفاوت. توجد الأعمال المصرفية الحرة في أكثر من 60 بلدًا. بدأ أول نظام تنافسي لإصدار الأوراق النقدية قبل أكثر من 1000 سنة في الصين. وانتشرت الأعمال المصرفية الحرة بشكل واسع في القرن التاسع عشر وبدايات القرن العشرين. يضم كتاب تجربة الأعمال المصرفية الحرة (1992) لدوود كيفن أكثر الوقائع المعروفة حاليًا للأعمال المصرفية الحرة ويناقش بشيء من العمق عددًا منها، ومن ضمنها كندا، كولومبيا، فوزهو، فرنسا، وإيرلندا. حلّت الاتفاقات النقدية مع احتكار إصدار العملات، من ضمنها إصدارات خزينة الدولة، لوائح العملة، والبنك المركزي محل جميع الأعمال المصرفية الحرة بحلول منتصف القرن العشرين. وكانت هناك عدة أسباب لانهيار الأعمال المصرفية الحرة: 1/ نظريات اقتصادية تدعو لسيطرة البنك المركزي، 2/ الرغبة في تقليد مؤسسات الاقتصادات الأكثر تقدمًا، وبالأخص بريطانيا العظمى. فقد كان بنك إنجلترا نموذجًا للعديد من البنوك المركزية اللاحقة، حتى خارج الإمبراطورية البريطانية. 3/ رغبة الحكومات الوطنية بجمع رسوم سك العملات من إصدار الأوراق. 4/ أزمات مالية في بعض أنظمة الأعمال المصرفية الحرة التي استدعت طلبات لاستبدال نظام الأعمال المصرفية الحرة بنظام آخر أملًا بأن تكون فيه مشاكل أقل.
دافَع بعض علماء الاقتصاد من القرن الثامن عشر والتاسع عشر عن الأعمال المصرفية الحرة، وبشكل ملحوظ آدم سميث، رافضًا اتفاقات العملات الحقيقية. وبعد منتصف القرن التاسع عشر، ركز علماء الاقتصاد المهتمون بالمشاكل النقدية انتباههم إلى مكان آخر، وتلقت الأعمال المصرفية الحرة اهتمامًا قليلًا. وبدأت الأعمال الحقيقية ببدايتها الحديثة موضوعًا مُجددًا للنقاش بين علماء الاقتصاد عام 1976 مع إلغاء تأميم النقود بواسطة عالم الاقتصاد فريدريك هايك، الذي دافع عن وجوب توقف الحكومات الوطنية عن المطالبة باحتكار إصدار العملة، والسماح للمُصدرين الخاصين كالمصارف بالتنافس طوعيًا لفعل هذا.
توسع هذا في الثمانينيات إلى نظرية مفصلة لأموال السوق الحر والأعمال المصرفية، مع تركيز مؤيدين مثل لورنيس وايت، جورج سيلغين، وريتشارد تيمبرليك لكتاباتهم بشكل متزايد على هذا المبدأ، إما بخصوص النظرية الحديثة وتطبيقها، أو البحث في تاريخ الأعمال المصرفية الحرة بصورة عفوية.

### أستراليا
كانت الأعمال المصرفية في أستراليا خاضعةً للقليل من القوانين في أواخر القرن التاسع عشر. فقد كانت هناك أربعة مصارف كبيرة مع أكثر من 100 فرع لكل منها، وكان هذا كله يشغل نصف الأعمال المصرفية، وكانت مراكز الأعمال المصرفية وودائع الأعمال المصرفية أكثر تقدمًا من البلدان الأخرى ذات القوانين الأكثر مثل المملكة المتحدة والولايات المتحدة الأمريكية. وكانت المصارف تقبل الأوراق النقدية فيما بينها بأسعارها الأصلية. مع هوامش فائدة بحوالي 4 بالمئة لكل عام. ثم تسببت فقاعة عقارية في تسعينيات القرن الثامن عشر بفشل العديد من المصارف الصغيرة وجمعيات البناء. ووُضعت تشريعات الإفلاس في ذلك الوقت وأعطت مديني المصارف شروطًا سخية ليتمكنوا من إعادة الهيكلة على أساسها، واستعملت أغلبية المصارف هذا كوسيلة لإعادة هيكلة ديونها لمصالحها، بالرغم من عدم حاجتها لذلك.

### سويسرا
رفعت عدة كانتونات سويسرية القيود عن الأعمال المصرفية في القرن التاسع عشر، ما سمح  بالدخول الحر وإصدار الأوراق النقدية. واحتفظت الكانتونات بالسلطة القضائية على الأعمال المصرفية حتى تشريع قانون المصارف الفدرالية لعام 1881. قللت مركزية إصدار الأوراق النقدية من مشكلة وجود »مجموعة مُحيرة من الأوراق النقدية ذات الصفات المتنوعة بأسعار صرف مُتقلبة.«

### اسكتلندا
استمرت الأعمال المصرفية الحرة في سكوتلندا بين 1716 و1845، وبالإمكان القول إنه أكثر نموذج طُور وأُجريت البحوث فيه من نماذج الأعمال المصرفية الحرة. طُبّق النظام على ثلاثة مصارف معتمدة، مصرف سكوتلندا، المصرف الملكي لسكوتلندا، وشركة بريتيش لينين، والعديد من المصارف غير المعتمدة. ما أنتج نظامًا مصرفيًا عالي الاستقرار وتنافسيًا.

## الولايات المتحدة الأمريكية
على الرغم من الإشارة للفترة بين عامي 1837 و1864 في الولايات المتحدة عادةً على أنها عصر الأعمال المصرفية الحرة، فإن هذا المصطلح يعتبر مغلوطًا من ناحية تعريف قوانين »الأعمال المصرفية الحرة«. فقد جعلت هذه القوانين تأمين المواثيق ضروريًا للداخلين الجدد، ويخضع كل منها للتصويت من قبل السلطة التشريعية للولاية مع فرص واضحة للفساد. وقد قيَّدت القوانين المصرفية العامة هذه نشاطات المصارف بأساليب خطيرة. كان يحق للمصارف الحرة في الولايات المتحدة الأمريكية أن يكون لها مكتب واحد فقط وعليها توفير الضمانة لأوراقها النقدية بواسطة احتياطات الذهب ولكن أيضًا عن طريق الرشوة والتنازل لضمانات معينة لسطات مصارف الولاية التي يعتبرها قانون الولاية مقبولة لهذا الغرض. شملت الضمانات بصورة عامة قيودًا لحكومات الولايات. وكان تخفيض هذه القيود السبب الرئيسي لإخفاقات الأعمال المصرفية الحرة في وقائع عدة عندما أخفقت الكثير من المصارف في الولاية. وسبب الافتقار للأعمال المصرفية الفرعية بدوره انخفاضًا في الأوراق النقدية الصادرة من الولاية بنسب متفاوتة لدى انتقالها لمسافة كبيرة من مصادرها، ما شكَّل عقبة. ويُستخدم تخفيض الأصول أيضًا بصورة عامة أكثر لتفسير الإخفاقات. ويعزو عدة كتّاب النسبة العالية للإخفاقات المصرفية خلال عصر الأعمال المصرفية الحرة في الولايات المتحدة الأمريكية جوهريًا إلى التشديدات على محافظ الأصول للمصارف.  
تُعرف الفترة بين عامي 1863 و1913 بعصر المصارف الوطنية، فقد كانت المصارف المعتمدة من قبل الولاية تعمل تحت نظام أعمال مصرفية حرة. ووَجد بعض المؤرخين أن الأنظمة كانت مستقرة في الغالب بالمقارنة مع المصارف الوطنية لتلك الفترة.

### السويد
مرَّت السويد بفترتين للأعمال المصرفية الحرة، 1830-1860 و1860-1902. بعد أزمة مصرفية في عام 1857، كان هناك ارتفاع في التأييد الشعبي للمصارف الخاصة ومُصدِّري النقود الخاصين (وبالذات مصرف ستوكهولم إينسكيلدا، المؤَسَس عام 1856). وتم تبني قانون مصرفي جديد من قبل البرلمان عام 1864، رافعًا القيود عن نسبة الفائدة. وشهدت العقود التي تلت قمة عصر الأعمال المصرفية الحرة السويدية. ولم يتأسس أي مصرف خاص بعد عام 1874. ومُنع إصدار النقود الخاصة عام 1901.

### الصين
كانت جاوزي نوعًا من الأوراق النقدية التي ظهرت في حوالي القرن العاشر في سيتشوان عاصمة تشنغدو، الصين. وكانت الأوراق النقدية تدار كليًا من قبل تجار خاصين بين 960 و1004. إلى أن قررت الحكومة تنظيم هذه الأعمال بسبب القضايا والنزاعات والاحتيالات المتزايدة، ومنحت 16 رخصة لأكبر التجار منهم.